# Bruno Vella
Bruno Vella (Fermo, 3 aprile 1933 – Rieti, 13 novembre 2021) è stato un avvocato e politico italiano. È stato presidente della provincia di Rieti dal 1975 al 1982, sindaco di Rieti dal 10 marzo 1982 al 13 settembre 1983 e senatore dal 1983 al 1992.